# Conrad Probus
Conrad Probus, parfois nommé Conrad de Tübingen, est le cinquante-deuxième évêque de Toul, de 1272 à 1296.

## Biographie

### Premières années
On sait peu de choses sur ses premières années. Il est peut-être né à Tübingen, mais d'autres lieux de naissances sont proposés, tel Isny. Son père était artisan, peut-être forgeron. L'archevêque de Mayence remarqua ses dispositions et sa passion pour la science et le fit entrer dans le clergé. Il obtient un doctorat de théologie et l'enseigna à Sienne et à Padoue.
Il entretient des relations suivies avec Rodolphe Ier de Habsbourg, élu roi des Romains en 1273. Ce dernier lui confie plusieurs missions diplomatiques importantes. Il se rend à Rome en 1274 auprès du pape Grégoire X afin d'organiser, entre autres, une rencontre entre le roi et le pape, le but étant de parvenir au sacre impérial. En octobre 1274, il retourne à Rome et un accord est trouvé pour le couronnement. Il retourne en Italie une troisième fois pour régler les derniers détails, mais il est difficile de savoir s'il a rencontré le pape vivant.
En mai 1276, il rencontre Girolamo Masci, qui le convainc de rejoindre les Franciscains. Il n'est plus cité en Italie ensuite, mais la succession rapide de plusieurs papes compromet la question du couronnement impérial. L'élection de Nicolas III permet de relancer les négociations.

### Une élection difficile
À la mort de Gilles de Sorcy, Ferry III, duc de Lorraine, et Thiébaut II, comte de Bar, intriguèrent pour faire élire leur candidat, respectivement Jean de Lorraine, grand prévôt de Saint-Dié et Gauthier de Baufremont, chanoine de Toul, et firent chacun avancer leur troupe afin d'intimider le chapitre. Jean de Lorraine fut élu, mais le comte de Bar refusa le verdict en envoya ses troupes pour placer de force Gauthier. Le duc de Lorraine intervint à son tour et mit en déroute les troupes barroises. L'archevêque de Trêves suspendit les hostilités et les deux candidats firent appel au pape, Jean de Lorraine en s'y rendant, et Gauthier de Bauffremont en envoyant un fondé de pouvoir. Finalement, Gauthier se désista, mais Jean de Lorraine mourut à Rome.
Le chapitre se réunit pour une nouvelle élection, et se divisèrent en deux partis, les barrois pour Roger de Mercy, neveu de l'évêque homonyme, les lorrains pour Jean de Parois, chantre de la Cathédrale. De nouveau, ils font appel au pape Nicolas III qui, ne sachant pas qui choisir, décide de nommer Conrad Probus comme évêque de Toul.

### Évêque de Toul
Il fut consacré évêque en 1280, soit neuf ans après la mort de Gilles de Sorcy. Cette vacance épiscopale avait permis aux bourgeois de Toul de réinstaller une Commune et ils entreprirent de piller le trésor des chartes, démolir le palais épiscopal et d'emprisonner les chanoines. Conrad se rendit rapidement compte qu'il ne pourrait pas l'emporter avec ses propres moyens, aussi négocia-t-il avec le duc de Lorraine et le comte de Bar une assistance militaire. Il se rend ensuite à Colmar pour recevoir l'investiture temporelle de Rodolphe Ier. Fort de ces alliances, il fit preuve de fermeté face aux bourgeois, mais ces derniers décidèrent de combattre l'évêque. Ni l'interdit, ni les troupes du duc de Lorraine, qui furent battues, ne lui permirent de reprendre le contrôle de la ville, car Toul était soutenu par les communes de Verdun et de Metz et Conrad se réfugia au château de Liverdun. Le duc de Lorraine dut retirer ses troupes pour faire face à une autre guerre et Conrad subit plusieurs échecs, avant de recevoir l'aide des évêques de Metz et de Strasbourg, qui lui permit de vaincre les bourgeois.
En 1287, au concile de Würtzbourg, il fut le seul évêque à s'opposer aux demandes de l'empereur de lui verser un quart des revenus ecclésiastiques pendant quatre ans. Le légat du pape l’excommunia et l'empereur l'accusa de lèse majesté et Conrad finit par se rendre auprès du pape pour se disculper. Il mourut pendant le voyage de retour de Rome et fut inhumé à Constance dans le couvent franciscain.